# Salda lugubris
Salda lugubris är en insektsart som först beskrevs av Thomas Say 1832.  Salda lugubris ingår i släktet Salda och familjen strandskinnbaggar. Inga underarter finns listade i Catalogue of Life.